# Giannis Alafouzos
Giannis Alafouzos (* 2. Juli 1957 in Santorin) (griechisch Γιάννης Αλαφούζος) ist ein griechischer Reeder und Fußballfunktionär.

## Leben
Ihm gehört unter anderem die griechische Tageszeitung Kathimerini und das Medienunternehmen Skai Group. Zudem ist er Präsident des griechischen Fußballvereins Panathinaikos Athen. Alafouzos ist verheiratet und hat drei Kinder. Er erhielt eine mehrjährige Bewährungsstrafe wegen Steuerhinterziehung.
Giannis Alafouzos wurde 1957 als Sohn des Unternehmers, Reeders und Zeitungsverlegers Aristeidis Alafouzos geboren. Er erhielt einen Abschluss an der University of Oxford in Wirtschaftswissenschaften und Geschichte. Während seiner Studienzeit war Alafouzos Leichtathlet (Spezialität: 100 m Sprint). Außerdem erhielt er als Segler internationale Auszeichnungen.

## Reeder
Anfang der 80er Jahre, nachdem Giannis Alafouzos sein Studium beendet hatte, begann er  als Reeder zu arbeiteten und betrieb die Expansion der Familienreederei Glafki (Hellas) Maritime Company. Er war Geschäftsführer der Kyklades Maritime Corporation, die eine Tankerflotte betreibt. Er gründete auch die Reederei Ermis Maritime Corporation.
2015 wurde Alafouzos, aufgrund einer Naturkatastrophe, zu einer Strafzahlung von 160 Millionen amerikanischen Dollar verurteilt. 1997 verlor eines seiner Schiffe 25.000 Barrel Öl vor der Küste von Maracaibo in Venezuela und sorgte somit für die größte Naturkatastrophe in dem südamerikanischen Staat.
Im Sommer 2016 wurde bekannt, dass Giannis Alafouzos 63 Mio. Euro Steuern hinterzogen hat. Mit diesem Schwarzgeld soll er u. a. Journalisten und Werbung bezahlt haben. Daraufhin wurde das Vermögen von Alafouzos vom Staat beschlagnahmt.
Im Jahr 2016 wurden Alafouzos und der SKAI TV-Journalist Kyriakos Thomaidis wegen Verletzung des Privacy Act während des griechischen Fußballskandals 2015 angeklagt. Sie wurden später jedoch freigesprochen. Giannis Alafouzos ist bei seinen Bemühungen, die Korruption im griechischen Fußball aufzudecken, auf viel Widerstand gestoßen.
Giannis Alafouzos wurde im Dezember 2016 zu einem Jahr haft verurteilt. Grund dafür war die Verletzung von Persönlichkeitsrechten durch eine Sendung seines TV-Senders SKAI.